# Zadrže
Zadrže so naselje v Občini Šmarje pri Jelšah.